# USS Hornet (CV-12)
«Хорнет» (англ. USS Hornet (CV/CVA/CVS-12), рус. шершень) — американский авианосец класса «Эссекс», действовавший в составе Военно-морских сил США в период Второй мировой войны. При закладке корабль получил имя «Кирсердж» (англ. «Kearsarge»), однако ещё в ходе постройки был переименован в «Хорнет» в честь авианосца USS Hornet (CV-8), погибшего в ходе боя у островов Санта-Крус.

## История корабля
Заложен 3 августа 1942 года на верфи Newport News Shipbuilding под именем Kearsarge. После гибели 26 октября 1942 года USS Hornet (CV-8) в бою у островов Санта-Крус CV-12 получил новое имя Hornet. Спущен на воду 30 августа 1943 года. Вступил в строй 29 ноября 1943 года. Участвовал в боевых действиях против Японии на Тихоокеанском театре военных действий, получив 7 боевых звезд. Его самолеты участвовали в потоплении японского линкора «Ямато».
Выведен в резерв 15 января 1947 года. Модернизировался по проекту SCB-27A на верфи Brooklyn Navy Yard, в результате чего 1 октября 1952 года переклассифицирован в CVA-12. Вступил в строй 1 октября 1953 года. Модернизирован по проекту SCB-125 и вновь введен в строй в августе 1956 года. 27 июня 1958 года переклассифицирован в CVS-12.
Служил на Тихом океане в составе 7-го флота. 6 марта 1965 года с борта «Хорнета», находившегося у берегов Калифорнии, в испытательный полет отправился вертолет SH-3A. Через 15 часов и 51 минуту, установив рекорд дальности полета, вертолет сел на палубу авианосца «Франклин Д.Рузвельт», находившегося у берегов Флориды. В рамках бюджета 1965 года «Хорнет» модернизирован по программе FRAM.
Принимал участие в войне во Вьетнаме, находясь там в периоды с 12 августа 1965 года по 23 марта 1966 года, с 27 марта 1967 года по 28 октября 1967 года и с 30 сентября 1968 года по 13 мая 1969 года.
После того как 14 апреля 1969 года северокорейским истребителем над Японским морем был сбит американский разведывательный самолет ЕС-121 (погиб 31 человек), «Хорнет» в мае 1969 года занимался патрулированием у берегов Кореи в составе оперативного соединения TF-71 (совместно с «Тикондерогой», «Энтерпрайзом» и «Рейнджером»). Затем, вернувшись в США, 24 июля 1969 года осуществил поиск и доставку на континент экипажа совершившего первый эпохальный полёт на Луну космического корабля «Аполлон-11» — Нила Армстронга, Эдвина Олдрина и Майкла Коллинза. 24 ноября 1969 года обеспечивал посадку «Аполлона-12».
26 июня 1970 года выведен из боевого состава флота. 25 июля 1989 года исключен из регистра ВМФ. Превращен в плавучий музей в Аламиде (Калифорния) и открыт для посещений 17 октября 1998 года.